# IROC XXVI
La 26e édition de l'International Race of Champions, disputée en 2002, a été remportée par l'Américain Kevin Harvick. Tous les pilotes conduisaient des Pontiac Trans Am.

## Courses de l'IROC XXVI
| Date            | Lieu         | Vainqueur     | Nationalité | Championnat d'origine |
| 15 février 2002 | Daytona      | Tony Stewart  | États-Unis  | Winston Cup (NASCAR)  |
| 27 avril 2002   | Fontana      | Kevin Harvick | États-Unis  | Busch Series (NASCAR) |
| 13 juillet 2002 | Joliet       | Buddy Lazier  | États-Unis  | Indy Racing League    |
| 3 août 2002     | Indianapolis | Dale Jarrett  | États-Unis  | Winston Cup (NASCAR)  |

## Classement des pilotes
| Classement | Pilote            | Pays       | Championnat                    | Points |
| ---------- | ----------------- | ---------- | ------------------------------ | ------ |
| 1er        | Kevin Harvick     | États-Unis | Busch Series (NASCAR)          | 54     |
| 2e         | Buddy Lazier      | États-Unis | Indy Racing League             | 49     |
| 3e         | Dale Jarrett      | États-Unis | Winston Cup (NASCAR)           | 49     |
| 4e         | Hélio Castroneves | Brésil     | Indy Racing League             | 43     |
| 5e         | Bobby Labonte     | États-Unis | Winston Cup (NASCAR)           | 43     |
| 6e         | Tony Stewart      | États-Unis | Winston Cup (NASCAR)           | 42     |
| 7e         | Al Unser Jr.      | États-Unis | Indy Racing League             | 39     |
| 8e         | Jack Sprague      | États-Unis | Truck Series (NASCAR)          | 36     |
| 9e         | Scott Sharp       | États-Unis | Indy Racing League             | 36     |
| 10e        | Sterling Marlin   | États-Unis | Winston Cup (NASCAR)           | 35     |
| 11e        | Sam Hornish Jr.   | États-Unis | Indy Racing League             | 35     |
| 12e        | Danny Lasoski     | États-Unis | Sprint cars (World of Outlaws) | 30     |